# Jiangyou
Jiangyou (江油市S, JiāngyóuP) è una città-contea della Cina, situata nella provincia di Sichuan e amministrata dalla prefettura di Mianyang.